# Петропавловский, Юрий Алексеевич
Ю́рий Алексе́евич Петропа́вловский (3 марта 1955, Рига — 11 апреля 2020) — латвийский политик русского происхождения, сопредседатель Русского союза Латвии с 2015 до 2020 года. Вице-президент Латвийской академии киктайбоксинга. Первое лицо, которому правительство Латвии отказало в натурализации.

## Биография
1973 г. — окончил художественную среднюю школу им. Я. Розенталя.
1979 г. — окончил отделение дизайна Латвийской государственной художественной академии (где учился на латышском языке).
1981—1986 гг. — дизайнер ПО «Alfa». 3 патента на образцы дизайна.
1986—1989 гг. — специалист по трафаретной печати предприятия «Daiļrade».
1989—1991 гг. — графический дизайнер и менеджер по производству предприятия «Auseklis».
1991—1997 гг. — графический дизайнер и исполнительный директор предприятия «Latvijas Strādnieks», независимый консультант.
1997—1999 гг. — менеджер по проектам рекламных агентств «DiaR» и «Page», консультант ряда международных проектов.
2001 г. — руководитель телепроекта Латвийского комитета по правам человека и Совета Европы «2+2».
2002 г. — представитель Рижской думы в Агентстве по развитию Риги и Рижского региона.
2002—2003 гг. — член совета ООО «Rīgas pilsētbūvnieks».
2003—2004 гг. — менеджер по проектам ООО «Averti-R». Пресс-атташе Штаба защиты русских школ.
Декабрь 2003 г. — подает заявление на натурализацию.
С 2004 г. — помощник депутата Европарламента Татьяны Жданок.
12 ноября 2004 г. — ЗаПЧЕЛ выдвигает Петропавловского кандидатом в мэры Риги на выборах 2005 года. 16 ноября 2004 г. Петропавловский становится первым человеком, решение о принятии которого в гражданство ЛР, подготовленное Управлением натурализации, было отклонено правительством. 8 декабря решение оспорено в суде.
Апрель 2005 г. — комитет по петициям Европарламента обсуждает жалобу Петропавловского и откладывает её рассмотрение.
16 декабря 2005 г. — суд решает прекратить судопроизводство, считая, что решение правительства обжалованию не подлежит. Решение было оспорено в вышестоящих инстанциях, но 17 февраля 2006 г. оно было подтверждено Административным окружным судом, а 11 апреля — Сенатом Верховного суда Латвии. Решение в том же году было обжаловано в Европейском суде по правам человека с обвинениями в нарушении 10, 11 и 13 статей Конвенции. В июне 2008 г. жалоба Петропавловского  была объявлена приемлемой к рассмотрению, однако в 2015 году Палата ЕСПЧ жалобу отклонила.